# Elezioni generali in Nuova Zelanda del 1981
Le elezioni generali in Nuova Zelanda del 1981 si tennero il 28 novembre per il rinnovo della Camera dei rappresentanti.

## Risultati
| Liste                                 | Voti      | %     | Seggi |
| ------------------------------------- | --------- | ----- | ----- |
| Partito Nazionale della Nuova Zelanda | 698 508   | 38,78 | 47    |
| Partito Laburista della Nuova Zelanda | 702 630   | 39,01 | 43    |
| Partito del Credito Sociale           | 372 056   | 20,65 | 2     |
| Mana Motuhake                         | 8 332     | 0,46  | –     |
| Values Party                          | 3 460     | 0,19  | –     |
| Altri                                 | 16 317    | 0,91  | –     |
| Totale                                | 1 801 303 | 100   | 92    |